# Othon da Gama Lobo d'Eça
Othon da Gama Lobo d'Eça (Desterro, atual Florianópolis, 3 de agosto de 1892 — Florianópolis, 7 de fevereiro de 1965) foi um advogado, jornalista e poeta brasileiro. Foi um autor da chamada “renovação cultural” dos anos 1920 de Florianópolis.

## Biografia
Filho de Nuno da Gama Lobo d'Eça e de Maria Luiza Crespo. Neto de Manuel de Almeida Lobo d'Eça, O Barão do Batovi (1828-1894), um dos 185 presos político fuzilados na Fortaleza de Santa Cruz de Anhatomirim durante a Revolução Federalista.
Obteve o título de bacharel em direito pela Faculdade Livre de Ciências Jurídicas e Sociais do Rio de Janeiro, em 1923. 
Sepultado no Cemitério do Hospital de Caridade de Florianópolis.

## Carreira
Foi um dos pioneiros do ensino jurídico no seu Estado, tendo sido professor de Direito Romano na Faculdade de Direito de Santa Catarina, fundada em 1932.
Ainda nos anos 1930, foi chefe provincial da Ação Integralista Brasileira no Estado de Santa Catarina.

## Academia Catarinense de Letras
Foi um dos fundadores da Academia Catarinense de Letras, a qual presidiu de 1945 até falecer, em 1965.

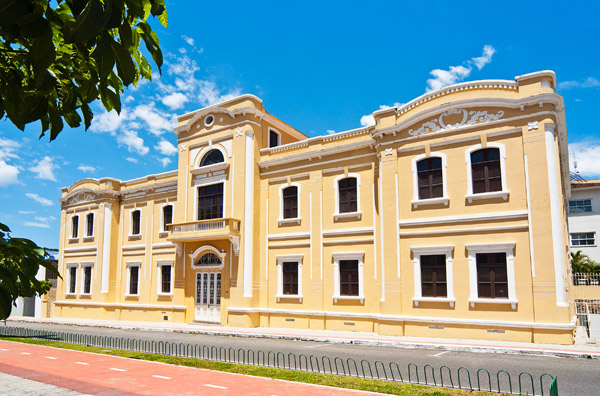
Fachada da Academia Catarinense de Letras, em Florianópolis. Instituição da qual Othon Gama d'Eça foi fundador e presidente (1945-1965).

É o patrono da cadeira 2 na Academia Catarinense de Letras e Arte. 
É o patrono da cadeira 34 na Academia de Letras de Biguaçu. 

## Obras
- Cinza e bruma  (1918);
- Terra (1920);
- Vindita braba (1923);
- Aos espanhóis confinantes (1929);
- Homens e algas (1957);
- Centenário de Cruz e Souza (1962);
- Nuestra Senora de l'Asunción (1992).